# Hull Castle

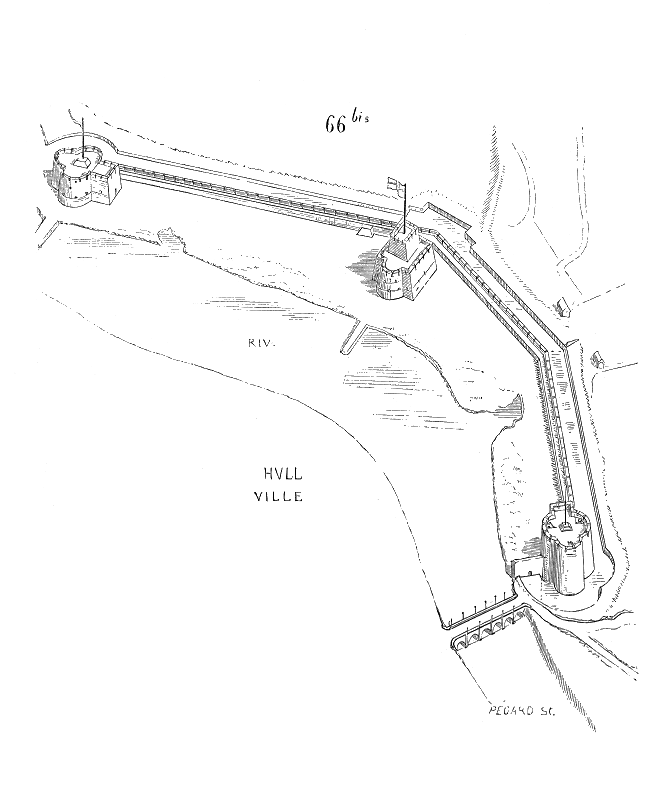
Grundriss von Hull Castle, von Wenzel Hollars Stadtplan von Hull (um 1640)

Hull Castle war eine Festung am Ostufer des River Hull, die 1543 auf Geheiß König Heinrichs VIII. erbaut wurde. Die Festung lag im heutigen Stadtgebiet von Kingston upon Hull im englischen Verwaltungsbezirk East Riding of Yorkshire.
Ein Teil wurde in den 1680er-Jahren zur Zitadelle umgebaut, ein anderer 1802 abgerissen.

## Vorgeschichte
Während der Pilgrimage of Grace (1536) übernahmen kurzzeitig die Rebellen die Kontrolle über die Stadt Kingston upon Hull. Nach der Rebellion, Ende 1541, besuchte König Heinrich VIII. die Stadt und ordnete den Ausbau der Befestigungsanlagen an. Der Burggraben sollte ausgeschwemmt und die Mauern und Tore der Stadt repariert und ausgebaut werden. Zusätzlich sollte das De-la-Pole-Haus, das in das Eigentum der Krone übergegangen war, zur Zitadelle der Stadt ausgebaut und das Abflusssystem außerhalb der Stadt so abgeändert werden, dass die Felder in Zeiten der Bedrohung geflutet werden konnten.

## Bau und Konstruktion
Im Februar 1542 hatte König Heinrichs Plan eine neue Dimension erreicht. Nun sollte eine Festung zusätzlich zu den Stadtmauern errichtet werden. Der König ernannte Michael Stanhope zu seinem Kommandeur in Hull und stattete ihn mit £ 18.000 zum Bau der Burg aus. Die Festung wurde Ende 1543 fertiggestellt. Sie wurde aus vor Ort gefertigten Ziegeln und Steinen erstellt, einige davon von der kürzlich aufgelösten Meaux Abbey und auch von der Marienkirche in Hull.
Die Festungsanlage wurde am Ostufer des River Hull errichtet und bestand aus drei Forts, die durch eine Mauer verbunden waren und sich vom gegenüberliegenden Ufer des Flusses bis zu Northgates, südlich des Humber, erstreckten. Das zentrale Fort, Hull Castle, wurde durch zwei Blockhäuser, eins an jedem Ende der Mauer, ergänzt. Zur selben Zeit wurde eine Brücke, die North Bridge, über den Fluss gerade außerhalb der Stadtmauer gebaut. Es war die erste Brücke in Hull.
Hull Castle war ein dreistöckiges Gebäude mit einer Grundfläche von 20 Meter × 15 Meter und 2,4 Meter dicken Mauern, umgeben von einer äußeren Mauer mit einer Dicke von 5,8 Metern. Die Blockhäuser waren etwas kleiner in ihrem Dreipass-Grundriss mit rechteckiger Ausbildung in der vierten Ecke, wo die Mauer anschloss, und hatten nur zwei Stockwerke.
1552 ging die Kontrolle über Hull Castle und die Blockhäuser an die Stadt Kingston upon Hull über.

## Beschädigungen, Umbau und Abriss
Am 16. September 1643 wurde das nördliche Blockhaus bei der zweiten Belagerung von Hull im Zuge des englischen Bürgerkrieges teilweise zerstört und die North Bridge beschädigt, als das Magazin versehentlich durch einen unvorsichtigen Kanonier im Brand gesetzt wurde. Beide Bauwerke wurden später repariert, was £ 2000 kostete.
1657 waren Reparaturen an Hull Castle notwendig; die Kosten wurden auf £ 5000 geschätzt. 1670 beschädigte ein Sturm das südliche Blockhaus und gefährdete seine Stabilität. In den 1680er-Jahren wurde die Befestigung von Hull, ebenso wie die von Tilbury, Sheerness und Portsmouth, befohlen. Die Arbeiten am Hull Castle unter der Aufsicht des schwedischen Festungsingenieurs Martin Beckman machten die Befestigungsanlagen am Ostufer des River Hull zu einem modernen, dreieckigen Fort mit Gouverneurshaus, Magazin und drei Kasernengebäuden, das Zitadelle von Hull genannt wurde. Das südliche Blockhaus und Hull Castle wurden in die Zitadelle integriert, wobei die Verbindungsmauer zwischen den beiden Gebäuden entfernt wurde. Das nördliche Blockhaus befand sich außerhalb der Grenzen des neuen Forts. Es wurde erhalten und später für privatwirtschaftliche Zwecke vermietet. 1802 wurde es abgerissen.